# The Excavation of Hob’s Barrow
The Excavation of Hob’s Barrow ist ein Point-and-Click-Adventure-Computerspiel, das von Cloak and Dagger Games entwickelt und von Wadjet Eye Games September 2022 für Linux, macOS und Microsoft Windows veröffentlicht wurde. Im Januar 2023 erschien es für Nintendo Switch.

## Entwicklung
Während der Entwicklungsphase war das Spiel als Incantamentum benannt und wurde erst kurz vor der Veröffentlichung neu betitelt.

## Handlung
Das Spiel ist im viktorianischen Zeitalter in England angesiedelt. Hauptfigur ist die Antiquarin Thomasina Bateman. Sie schreibt ein Buch über die Grabhügel Englands und dokumentiert darin vergrabene Schätze. Per Brief erhält sie einen Hinweis, der in das kleine, abgelegene Dorf Bewlay führt. Der Absender des Briefes ist vor Ort nicht anzutreffen und ihr Assistent verschwunden.

## Rezeption
Das Indie-Meisterwerk im düsteren Folk-Horror-Setting sei der Beweis, dass grafische Adventure auch ohne Humor perfekt funktionieren können. Das Spiel komme sehr bodenständig daher und spiele gekonnt mit Psycho-Horror-Einlagen. Es sei exzellent geschrieben, logisch strukturiert und mit interessanten Charakteren versehen. The Excavation of Hob’s Barrow böte eine düstere Geschichte, knifflige Rätsel, faszinierende Charaktere und einen atmosphärischen Soundtrack. Es übertreffe einige Adventure-Klassiker. Das Ende käme jedoch abrupt und die Spielzeit sei etwas kurz.

### Auszeichnungen
Hauptdarstellerin Samantha Béart erhielt für ihre Sprechrolle den BAFTA Award. Die Vertonung wurde mit einem AGS-Award ausgezeichnet.